# 北海道樱蛤
北海道樱蛤（学名：Nitidotellina valtonis），是帘蛤目樱蛤科Nitidotellina属的一种。主要分布于台湾，常栖息在浅海沙底。